# Station Montreuil
Station Montreuil is een spoorwegstation aan de spoorlijn Paris-Saint-Lazare - Versailles-Rive-Droite. Het ligt in de Franse gemeente Versailles in het departement Yvelines (Île-de-France).

## Geschiedenis
Het station werd op 15 mei 1931 geopend om de wijk Montreuil in Versailles beter bereikbaar te maken. Sinds zijn oprichting is het station eigendom van de Société nationale des chemins de fer français (SNCF).

## Ligging
Het station ligt op kilometerpunt 21,627 van de spoorlijn Paris-Saint-Lazare - Versailles-Rive-Droite.

## Diensten
Het station wordt aangedaan door treinen van Transilien lijn L tussen Paris-Saint-Lazare en Versailles-Rive-Droite.

## Vorig en volgend station
| Richting               | Vorig station          | Lijn    | Volgend station      | Richting           |
| ---------------------- | ---------------------- | ------- | -------------------- | ------------------ |
| Versailles-Rive-Droite | Versailles-Rive-Droite | Trans L | Viroflay-Rive-Droite | Paris-Saint-Lazare |